# صوفی عشقری
غلام‌نبی_عَشقَری از شاعران افغانستان بود.
پدرش شیرمحمد معروف به داده‌شیر تاجرپیشه بود.

## زندگی‌نامه
عشقری در سال ۱۲۷۱ متولد شد. وی هنوز نخستین سالهای کودکی را سپری نکرده‌بود که پدر، مادر و برادرش را از دست داد.
او از ۱۸ سالگی به شاعری روی آورد. در سال ۱۲۹۳ خورشیدی غلام نبی نخستین شعرش را به تخلص عشقری سرود. بسیاری از اشعارش در روزنامه‌های آن زمان به چاپ رسید و ۷۰ سال تمام به شاعری پرداخت.
در سال ۱۳۳۵ شغل صحافی را برگزید و با کتاب سروکار پیدا نمود و بعداً بزم‌های شاعرانه برپا می‌نمود و بالاخره در ۹ سرطان ۱۳۵۸ خورشیدی صوفی غلام نبی عشقری به عمر هشتاد و هفت سالگی درگذشت و در شهدای صالحین به خاک سپرده شد.
سبک شعر عشقری در دو گونه بود. دسته‌ای از اشعار او در سبک ادبی استوار هستند و دسته‌ای دیگر با بهره‌گیری از واژگان زبان عامیانه سروده شده‌است.
بخشی از سروده‌های او در کلیاتش در سبک واسوخت است.

## نمونه شعر
- دوبیتی
- | رفيقی ميكنی گر با من زار |  | رفاقت را بود شرط‌های بسيار  |
| چو در كار محبت پا نهادی  |  | ز كار و بار دنيا دست بردار |

- | دلت را از هوس ها كن نمازی |  | چو هستی طالب عشق مجازی |
| جدا نبود مجازی از حقيقت   |  | بداری پاس درس پاكبازی  |

- | قبای مُشک و زعفر داره يارُم    |  | قد و بالای لاغر داره يارُم |
| به صنف گل رخان شمشير برق است |  | مثال تيغ جوهر داره يارُم   |